# María Casado Paredes
María Casado Paredes (Barcelona, 14 de marzo de 1978) es una  presentadora de televisión y periodista española.

## Biografía
Es licenciada en Periodismo por la Universidad Autónoma de Barcelona. Comenzó a trabajar en 1999 como redactora en los Servicios Informativos de Ràdio 4 de Radio Nacional de España. Tras su paso por Catalunya Ràdio, donde fue productora del programa El Matí de Catalunya Ràdio, volvió a Radio Nacional en 2003 como subdirectora del magacín Amb molt de gust y durante el verano presentó y dirigió la versión estival L´estiu amb molt de gust. En 2005 se incorporó a los Servicios Informativos de TVE-Cataluñacomo redactora.
El 25 de febrero de 2006 sustituyó a Helena Resano en el Telediario Fin de Semana junto a David Cantero y Sergio Sauca hasta el 21 de junio de 2009, desde el 5 de septiembre de 2009 al 20 de junio de 2010 presentó junto a David Cantero y María Escario y desde el 4 de septiembre de 2010 al 10 de junio de 2012 –del 16 de junio al 15 de julio de 2012 en solitario– junto a Marcos López y María Escario, además de sustituir a Ana Blanco (TD-1) y Lorenzo Milá y Pepa Bueno (TD-2) cuando se ausentaban. En abril de 2007 presentó junto a Sandra Sabatés la gala de los Premios Sant Jordi de Cinematografía, entregados en Barcelona.
Fue una de las presentadoras de Vive San Fermín 2007 en Televisión Española. El 11 de septiembre de 2007 coincidiendo con la Diada, debutó al frente de 59 segons, la versión en catalán de 59 segundos, emitido en desconexión local de La 2 en TVE Cataluña. El 30 de junio de 2009 presentó su última edición y el 9 de septiembre del mismo año fue sustituida por Cristina Puig. Apoyó junto a otros compañeros de la cadena la campaña solidaria "Un juguete, una ilusión". Desde el 22 de septiembre de 2007 al 11 de julio de 2009 fue una de las copresentadoras –con Ana Blanco, Lorenzo Milá, Pepa Bueno, Beatriz Ariño, David Cantero y Ana Pastor– del programa Informe semanal de La 1, regresando tres años después, el 14 de julio de 2012, sustituyendo a Ana Roldán.
El 31 de agosto de 2008 presentó el nuevo logo de RTVE durante el transcurso del Telediario 2 de ese día. El 29 de octubre recibió el Premio Llongueras a la "mejor imagen con proyección nacional del año". En abril de 2008 presentó junto a Toni Garrido la gala de los Premios Sant Jordi de Cinematografía entregados en Barcelona.
Desde el 9 de septiembre de 2009 al 4 de abril de 2012 presentó 59 segundos en sustitución de Ana Pastor. Por segundo año consecutivo, en abril de 2009 presentó junto a Toni Garrido la gala de los Premios Sant Jordi de Cinematografía entregados en Barcelona.
El 9 y 10 de noviembre de 2010 presentó el programa de entrevistas Tinc una pregunta per a vostè, la versión en catalán de Tengo una pregunta para usted con motivo de las elecciones al Parlamento de Cataluña y el 28 de noviembre del mismo año copresentó con Ana Blanco y Pepa Bueno, la noche electoral de las elecciones al Parlamento de Cataluña.
Entre febrero y marzo de 2011 presenta El debate de La 2 un programa sin periodicidad fija. El 14 de junio de 2011 recibió junto a Marcos López el premio "Gredos 2011" que reconoce su profesionalidad. El 5 de noviembre de 2011 recibió el premio Antena de Oro 2011. El 9 de noviembre moderó El debate a cinco de TVE con los representantes de PSOE, PP, CiU, PNV y GER-IU-ICV.
Desde el 11 de abril al 11 de julio de 2012 presenta El debate de La 1, programa que sustituye a 59 segundos. El 26 de mayo de ese año recibió el premio Micrófono de Oro 2012 en la categoría de televisión.
Desde el 10 de septiembre de 2012 al 5 de agosto de 2016, edita y presenta Los desayunos de TVE.
El 10 de septiembre de 2012 y el 17 de septiembre de 2012 entrevistó en el prime time de La 1 a Mariano Rajoy, presidente del Gobierno y a Alfredo Pérez Rubalcaba, líder de la oposición en aquellos momentos.
El 25 de noviembre de 2012 presentó la noche electoral de las elecciones al Parlamento de Cataluña con Ana Blanco y Marcos López.
El 15 de mayo de 2014 fue la moderadora del cara a cara entre los cabezas de lista de PSOE (Elena Valenciano) y PP (Miguel Arias Cañete) a las elecciones al Parlamento Europeo, y tres días después, el 19 de mayo, fue moderadora del debate a seis entre los candidatos de las formaciones españolas representadas en el Parlamento Europeo (PSOE, PP, Coalición por Europa, La Izquierda Plural, UPYD y L'Esquerra pel Dret a Decidir). También presentó la noche electoral de las elecciones al Parlamento Europeo con Ana Blanco y Pilar García Muñiz.
El 27 de diciembre de 2014 presentó la Gala Inocente, Inocente 2014 en La 1 en sustitución de Paula Vázquez con Juanma López Iturriaga, Juan y Medio y Carolina Casado.
Entre 2015 y 2016 presentó diversos especiales informativos con Sergio Martín, correspondientes a diferentes citas electorales, como las elecciones autonómicas y municipales de 2015, elecciones al Parlamento de Cataluña de 2015, elecciones generales de 2015  y elecciones generales de 2016.
El 16 de marzo de 2015 fue moderadora del debate a tres entre los candidatos a la presidencia a la Junta de Andalucía, Susana Díaz (PSOE-A), Juanma Moreno (PP-A) y Antonio Maíllo (IU).
El 17 de septiembre de 2015 fue moderadora del debate entre representantes de las formaciones políticas a las elecciones al Parlamento de Cataluña (JxSÍ, PSC, PPC, UDC, CSQP, Ciudadanos y CUP).
El 22 de octubre de 2015 presentó la Gala de los Premios Iris de Academia de Televisión y de las Ciencias y Artes del Audiovisual de España en La 2.
Desde el 5 de septiembre de 2016 al 15 de mayo de 2020presenta y edita La mañana.
En diciembre de 2018 fue elegida presidenta de la Academia de Televisión y de las Ciencias y Artes del Audiovisual de España. En mayo de 2020 tras dejar La mañana, renuncia a su plaza fija en RTVE –ya que era redactora fija de la empresa– y Antonio Banderas la ficha para su nueva productora Teatro Soho Televisión, enlazada con el Teatro del Soho.
En 2020-2021 presenta el programa Escenas en blanco y negro en Prime.
En marzo de 2021 presentó y codirigió con Antonio Banderas, la gala de los Premios Goya desde Málaga que emitió TVE y que fue producida por Teatro Soho Televisión.
Entre 2022 y 2023 regresa a TVE con el programa de entrevistas Las tres puertas producido por Teatro Soho Televisión, cuya primera temporada se emitió en La 1 y la segunda en La 2. El programa obtuvo en su primera temporada dos nominaciones a los Premios Iris 2022 de la Academia de Televisión a Mejor programa y Mejor presentadora, obteniendo María Casado este último galardón por su labor al frente del programa.
El 11 de septiembre de 2024 se incorpora a la redacción de Informativos Telecinco, sumándose el 21 de septiembre del mismo año como copresentadora y editorade las ediciones de fin de semanajunto con David Cantero, produciéndose el reencuentro de ambos profesionales 14 años después, tras haber presentado juntos el Telediario Fin de Semana de TVE durante cuatro años.  Su incorporación a Mediaset, supuso su salida como directora de Teatro Soho TV, residiendo en Torremolinos (Málaga), de lunes a miércoles y de jueves a domingo en Madrid para preparar y presentar los informativos de fin de semana.

## Vida privada
Ocultó su homosexualidad hasta 2016, año en el que hizo pública su relación con Toñi Moreno, y, según sus propias palabras "se vio obligada a salir del armario a la fuerza". Durante diez años tuvo una relación sentimental con Guiomar Roglán, con quien estuvo casada entre 2014 y 2015. Posteriormente, tras separarse, entre 2015 y 2017 mantuvo un noviazgo con Toñi Moreno; entre 2018 y 2020 estuvo con Natalia Marcos y desde 2021 con Cristina Márquez (Martina diRosso). El 14 de febrero de 2023, María anuncia que está embarazada de su primer bebé, una niña llamada Daniela, con su pareja Martina diRosso. La niña fue concebida en una clínica de Marbella y nació el 29 de agosto de 2023. La pareja rompe su relación sentimental en diciembre de 2023.

## Publicaciones
- Historias de la tele (2017) prologado por Mayra Gómez Kemp. Editorial Aguilar.[73][74]

## Premios
- Premio Iris 2022 a Mejor presentadora por Las tres puertas en La 1 de TVE.[75]
- Premio Joan Ramon Mainat - FesTVal (2016).
- APEI-PRTVI - El micrófono de los informadores (2016).
- Micrófono de Oro (2012).
- Antena de Oro (2011).
- Gredos (2011).
- Llongueras (2008).